# Veletržní palác

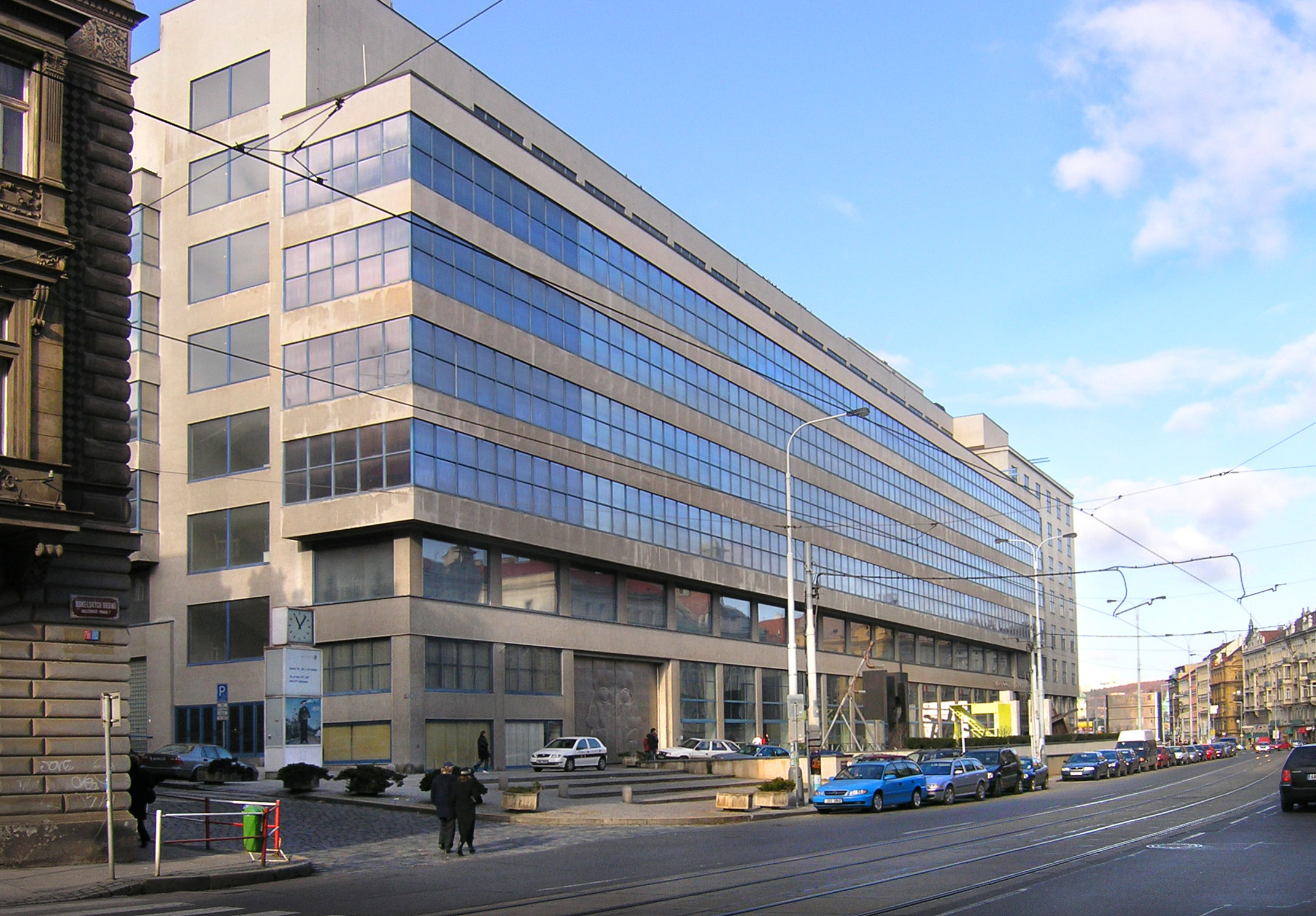
Veletržní palác

Veletržní palác (pol. „Pałac wystaw”) – budowla w praskiej dzielnicy Holešovice.
Pałac w stylu funkcjonalizmu został wzniesiony według projektu architektów Josefa Fuchsa i Oldřicha Tyla w latach 1925–1929. W październiku i listopadzie 1941 miejsce zbiórki praskich Żydów, których w pięciu tysącosobowych transportach Niemcy wywieźli do łódzkiego getta. Według innych źródeł zbiórki odbywały się na terenie dzisiejszego Parkhotelu.
W budynku do 1951 odbywały się targi, a następnie był on siedzibą przedsiębiorstw handlu zagranicznego. W 1974 spłonął. Po odbudowie umieszczono w nim w 1995 ekspozycję sztuki nowoczesnej z kolekcji Galerii Narodowej w Pradze, a od 2000 także zbiory sztuki XIX w.